# Pla del Vilà
El Pla del Vilà és un jaciment arqueològic d'època epipaleolítica al terme municipal del Cogul (Les Garrigues), inclòs a l'Inventari del Patrimoni Arqueològic i Paleontològic de Catalunya.
Es troba en una explotació agropecuària de camps d'ametllers abancalats a l'oest de la pista del Cogul a Granyena de les Garrigues i a l'est del camí dels Mallols.
La troballa d'aquest jaciment va ser efectuada gràcies a les referències orals de Mateu Esquerda Ribes del Grup Cultural de Granyena de les Garrigues, a més d'actuacions d'afeccionats i clandestins. En aquesta ubicació s'hi va realitzar una prospecció superficial i localitzar diverses restes lítiques disperses, entre aquestes diversos micròlits. Actualment els materials trobats en superfície d'aquest jaciment es conserven a la Sala d'Arqueologia del Grup Cultural de Granyena de les Garrigues a la mateixa localitat.